# 7732 Ralphpass
7732 Ralphpass este o planetă minoră (asteroid), cu un diametru de 7,751 km, din centura de asteroizi. A fost descoperită pe 7 noiembrie 1978 la Observatorul Palomar de Eleanor F. Helin. 
Obiectul prezintă o orbită caracterizată de o semiaxă mare de 2,9332329 UAi, o excentricitate de 0,09, o înclinație de 1,13189 ° în raport cu ecliptica.